# Projet de loi constitutionnelle de protection de la Nation
Cet article court présente un sujet plus développé dans : État d'urgence en France#PLC2015 et Déchéance de la nationalité française#Projet avorté de réforme de 2015-2016.
Le projet de loi constitutionnelle de protection de la Nation est un texte constitutionnel français, présenté en Conseil des ministres le 23 décembre 2015. Ce projet de loi avait été annoncé par le Président de la République lors du Congrès du Parlement français le 16 novembre 2015, deux jours après les attentats à Paris et Saint-Denis. Il comprend deux articles relatifs, d’une part, à l’état d’urgence et, d’autre part, à la déchéance de nationalité de bi-nationaux nés français qui ont été condamnés pour des crimes très graves.
Le texte n’a pas été adopté.

## Lien web
- Projet de loi constitutionnelle de protection de la Nation sur Légifrance.